# Schots voetbalkampioenschap 1997/98
Het seizoen 1997-98 was het 101ste seizoen in het Schotse competitievoetbal.

## Schotse eerste klasse

### Eindstand
| №  | Club          | WG | W  | G  | V  | DV | DT | +/– | Punten |
| -- | ------------- | -- | -- | -- | -- | -- | -- | --- | ------ |
|    | Celtic        | 36 | 22 | 8  | 6  | 64 | 24 | +40 | 74     |
| 2  | Rangers       | 36 | 21 | 9  | 6  | 76 | 38 | +38 | 72     |
| 3  | Hearts        | 36 | 19 | 10 | 7  | 70 | 46 | +24 | 67     |
| 4  | Kilmarnock    | 36 | 13 | 11 | 12 | 40 | 52 | –12 | 50     |
| 5  | St. Johnstone | 36 | 13 | 9  | 14 | 38 | 42 | –4  | 48     |
| 6  | Aberdeen      | 36 | 9  | 12 | 15 | 39 | 53 | –14 | 39     |
| 7  | Dundee United | 36 | 8  | 13 | 15 | 43 | 51 | –8  | 37     |
| 8  | Dunfermline   | 36 | 8  | 13 | 15 | 43 | 68 | –25 | 37     |
| 9  | Motherwell    | 36 | 9  | 7  | 20 | 46 | 64 | –18 | 34     |
| 10 | Hibernian     | 36 | 6  | 12 | 18 | 38 | 59 | –21 | 30     |

### Topscorers
- In onderstaand overzicht zijn alleen de spelers opgenomen met tien of meer treffers achter hun naam.

| №  | Naam           | Club                 | Goals | Pen. | Duels | Gem. |
| -- | -------------- | -------------------- | ----- | ---- | ----- | ---- |
| 1  | Marco Negri    | Rangers              | 32    |      |       |      |
| 2  | Kjell Olofsson | Dundee United        | 18    |      |       |      |
| 3  | Henrik Larsson | Celtic               | 16    |      |       |      |
| 4  | Andy Smith     | Dunfermline Athletic | 16    |      |       |      |
| 5  | Tommy Coyne    | Motherwell           | 15    |      |       |      |
| 6  | Jim Hamilton   | Hearts               | 14    |      |       |      |
| 7  | Jörg Albertz   | Rangers              | 10    |      |       |      |
| 8  | Craig Burley   | Celtic               | 10    |      |       |      |
| 9  | Owen Coyle     | Motherwell           | 10    |      |       |      |
| 10 | Billy Dodds    | Aberdeen             | 10    |      |       |      |

## Schotse tweede klasse

### Eindstand
| №  | Club                | WG | W  | G  | V  | DV | DT | +/– | Punten |
| -- | ------------------- | -- | -- | -- | -- | -- | -- | --- | ------ |
| 1  | Dundee              | 36 | 20 | 10 | 6  | 52 | 24 | +28 | 70     |
| 2  | Falkirk             | 36 | 19 | 8  | 9  | 56 | 41 | +15 | 65     |
| 3  | Raith Rovers        | 36 | 17 | 9  | 10 | 51 | 33 | +18 | 60     |
| 4  | Airdrieonians       | 36 | 16 | 12 | 8  | 42 | 35 | +7  | 60     |
| 5  | Greenock Morton     | 36 | 12 | 10 | 14 | 47 | 48 | –1  | 46     |
| 6  | St. Mirren          | 36 | 11 | 8  | 17 | 41 | 53 | –12 | 41     |
| 7  | Ayr United          | 36 | 10 | 10 | 16 | 40 | 56 | –16 | 40     |
| 8  | Hamilton Academical | 36 | 9  | 11 | 16 | 43 | 56 | –13 | 38     |
| 9  | Partick Thistle     | 36 | 8  | 12 | 16 | 45 | 55 | –10 | 36     |
| 10 | Stirling Albion     | 36 | 8  | 10 | 18 | 40 | 56 | –16 | 34     |

### Topscorers
| P | Naam                           | Goals |
| - | ------------------------------ | ----- |
| 1 | James Grady (Dundee)           | 15    |
| 2 | Alex Bone (Stirling Albion)    | 13    |
| 3 | Eddie Annand (Dundee)          | 12    |
| = | Brian McPhee (Airdrieonians)   | 12    |
| = | David Moss (Falkirk)           | 12    |
| 6 | Stephen Cooper (Airdrieonians) | 11    |
| 7 | Laurent D'Jaffo (Ayr United)   | 10    |
| = | Paul Hartley (Raith Rovers)    | 10    |
| = | Warren Hawke (Morton)          | 10    |
| = | Marino Keith (Falkirk)         | 10    |

## Andere bekers

### Bekertoernooien
| Competitie          | Winnaar   | Score | Runner-up          |
| ------------------- | --------- | ----- | ------------------ |
| Beker van Schotland | Hearts    | 2–1   | Rangers            |
| League Cup          | Celtic    | 3 – 0 | Dundee United      |
| Challenge Cup       | Falkirk   | 1 – 0 | Queen of the South |
| Junior Cup          | Arthurlie | 4 – 0 | Pollok             |

### Individuele prijzen

#### SPFA (Scottish Professional Footballers' Association)
| Prijs                | Winnaar         | Club   |
| -------------------- | --------------- | ------ |
| Speler van het jaar  | Jackie McNamara | Celtic |
| Jongere van het jaar | Gary Naysmith   | Hearts |

#### SFWA
| Prijs                   | Winnaar      | Club   |
| ----------------------- | ------------ | ------ |
| Voetballer van het jaar | Craig Burley | Celtic |
| Trainer van het jaar    | Wim Jansen   | Celtic |

## Schotse clubs in Europa
| Club          | Competitie(s)                  | Uitgeschakeld in                       |
| ------------- | ------------------------------ | -------------------------------------- |
| Rangers       | UEFA Champions League UEFA Cup | Tweede kwalificatie ronde Eerste ronde |
| Kilmarnock    | UEFA Cup Winners' Cup          | Eerste ronde                           |
| Celtic        | UEFA Cup                       | Eerste ronde                           |
| Dundee United | UEFA Cup                       | Tweede kwalificatie ronde              |

## Schots nationaal team
| Datum       | Stadion                                   | Tegenstander              | Score | Competitie | Schotse doelpuntenmakers              |
| ----------- | ----------------------------------------- | ------------------------- | ----- | ---------- | ------------------------------------- |
| 7 september | Pittodrie, Aberdeen (H)                   | Vlag van Wit-Rusland      | 4–1   | WCQG4      | Kevin Gallacher (2), David Hopkin (2) |
| 11 oktober  | Celtic Park, Glasgow (H)                  | Vlag van Letland          | 2–0   | WCQG4      | Kevin Gallacher, Gordon Durie         |
| 12 november | Stade Geoffroy-Guichard, St Etienne (A)   | Vlag van Frankrijk        | 1–2   | F          | Gordon Durie                          |
| 25 maart    | Ibrox Stadium, Glasgow (H)                | Vlag van Denemarken       | 0–1   | F          |                                       |
| 22 april    | Easter Road, Edinburgh (H)                | Vlag van Finland          | 1–1   | F          | Darren Jackson                        |
| 23 mei      | Giants Stadium, East Rutherford NJ (A)    | Vlag van Colombia         | 2–2   | F          | John Collins, Craig Burley            |
| 30 mei      | RFK Memorial Stadium, Washington D.C. (A) | Vlag van Verenigde Staten | 0–0   | F          |                                       |
| 10 juni     | Stade de France, Saint-Denis (N)          | Vlag van Brazilië         | 1–2   | WCGA       | John Collins (pen.)                   |
| 16 juni     | Stade Lescure, Bordeaux (N)               | Vlag van Noorwegen        | 1–1   | WCGA       | Craig Burley                          |
| 23 juni     | Stade Geoffroy-Guichard, St Etienne (N)   | Vlag van Marokko          | 0–3   | WCGA       |                                       |

Key:
- (H) = Thuis wedstrijd
- (A) = Uitwedstrijd
- WCQG4 = Wereldbeker kwalificatie- groep 4
- F = vriendschappelijk
- WCGA = Wereldbeker- groep 4